# 波士糖仔
《波士糖仔》（英文：Papa，Come Home），原名《波士和糖仔》，是部由黄罕铭执导兼编写的2017年马来西亚圣诞电影。这部电影是一部黑色幽默、社会犯罪和家庭温馨的教育电影。这部电影里面还涉及了毒品内容，例如吸毒、贩毒等等。因为这部电影涉及了些许犯罪内容，因此邀请了马来西亚皇家警察协助拍摄。

## 剧情
结合温馨、动作、灰色幽默的剧情片，《波士糖仔》的剧情围绕在故事主人翁──唐波（林德荣饰），一名毒瘾缠身的都会边缘人身上。分离多年的妻子慧玲（林家冰饰) 因身患重病，而决定将两人唯一的儿子──糖仔（苏伟曜饰）交托给唐波照顾，并默默盼望糖仔能用爱將父亲“带回家”。
唐波与糖仔的家庭生活裡危机重重。除了与唐波共同经历靓仔华（叶朝明饰）带来的诸多麻烦之外，在雷暴（Kenji饰）指派给唐波与御林军（赵洁莹饰）的“危险任务” 中，糖仔也间接成为唐波的“伙伴”，与唐波一同铤而走险。
随着父子间的爱日渐升温，唐波陷入自我交战。再懂事、独立的孩子，终究还是个孩子。眼见在身教下渐渐为糖仔带来的负面影响，加上御林军的劝导与谴责，唐波总算决心为儿子摆脱潦倒、糜烂的生活，但偏偏此时父子俩却碰上太子（拿督彭建伟饰）刁难，欲利用糖仔贩毒，导致唐波陷入两难的境界，让慢慢建立的美好日子瞬间粉碎。在经历种种现实带来的考验与诱惑之下，唐波最终会选择满足自己心中自私的 “瘾”，还是孩子的爱所给予的窝心“糖”?

## 演员

### 主要角色
| 演员           | 角色   | 昵称／关系 |
| 纬轩（年少版） | 唐波   | 波士 瘾君子，最爱吸毒，后因为唐子轩把他心里的父爱带回家后悔改 瘸子，因为90年代混入黑帮，被黑帮打伤了左腿，导致左腿瘫痪 以前和父亲不和 唐子轩之父亲，后对着唐子轩的面自称“波士” 陈慧玲之丈夫，后分居 曾利用唐子轩来贩毒 他为了保护唐子轩而利用毒针挟持太子，最后被太子枪杀，失血过多而身亡 另一结局是他其实被太子枪伤，被送往医院急救，后及时赶到医院手术成功【因电影时长而导致镜头没有显示】，但因为他想洗心革面而决定自首，并前往戒毒所戒毒，最后戒毒成功后在戒毒所讲了他的真实经历并且上了各大报章，让全部人都知道他的毒瘾故事 戒毒后，唐波再改自己的名为唐伟伦，让他可以见到新的自己 最后他从此再也没有和唐子轩见面，但依然不会忘记其 |
| 林德荣         | 唐波   | 波士 瘾君子，最爱吸毒，后因为唐子轩把他心里的父爱带回家后悔改 瘸子，因为90年代混入黑帮，被黑帮打伤了左腿，导致左腿瘫痪 以前和父亲不和 唐子轩之父亲，后对着唐子轩的面自称“波士” 陈慧玲之丈夫，后分居 曾利用唐子轩来贩毒 他为了保护唐子轩而利用毒针挟持太子，最后被太子枪杀，失血过多而身亡 另一结局是他其实被太子枪伤，被送往医院急救，后及时赶到医院手术成功【因电影时长而导致镜头没有显示】，但因为他想洗心革面而决定自首，并前往戒毒所戒毒，最后戒毒成功后在戒毒所讲了他的真实经历并且上了各大报章，让全部人都知道他的毒瘾故事 戒毒后，唐波再改自己的名为唐伟伦，让他可以见到新的自己 最后他从此再也没有和唐子轩见面，但依然不会忘记其 |
| 苏伟曜         | 唐子轩 | 糖仔、唐仔 唐波之儿子，后对着唐波的面叫唐波为“波士” 陈慧玲之儿子 帮忙陈慧玲把唐波的父爱带回家 被太子利用新加坡旅游的名义让唐子轩把海洛因（统称白粉）运送给新加坡的腊鸭哥 曾被唐波利用来贩卖毒品，后唐波悔改后被唐波要求当毒品被送往新加坡的途上遇到警察或者海关，并跟警方或者海关说明身上有绑着白粉 最后因唐波枪杀身亡后被送往孤儿院 |
| 赵洁莹         | 余丽君 | 御林军、军哥、君哥、余丽君哥、丽君姐姐（唐子轩专用） 唐波的朋友，后因为唐波帮助其和雷暴后被当成是兄弟 雷暴之手下，后反目 警方派来的线人 曾欠大蛇三万五千令吉而追究，后雷暴利用两万令吉还给大蛇后而不追究其 唐子轩之朋友 |

### 其他角色
| 演员                       | 角色            | 昵称／关系 |
| 林斌桦                     | 雷暴            | 爆哥、阿爆 外表是正当商人，负责糖果工厂的运作，实际是大毒贩，而所谓的糖果工厂其实是贩毒工厂 虽然是毒贩，可是还是有孝顺父亲的一面 和腊鸭哥有合作关系，并和腊鸭哥合作，把毒品运到新加坡 靓仔华之敌人，后勾结，最后反目并捶打其，并未告知靓仔华的最终下场 和余丽君有信任，后他知道余丽君是警方派来的线人后开始反目 最后被警方枪毙       |
| 拿督彭建伟                 | 李富泰          | 太子、Prince 医生，实际为毒贩 雷暴之下属 李富基之儿子，但对于李富基安排给他的职业（医生）不满意，因此自己当了大毒贩 和腊鸭哥有合作关系，并和腊鸭哥合作，把毒品运到新加坡 唐波之信任手下，后反目并被其利用毒针挟持 最后被警方枪毙并枪杀了唐波                                                                                         |
| 叶朝明                     | 靓仔华          | 黑社会老大 巴生人 在巴生有很多场地 自唐波被黑社会成员教唆利用玻璃瓶敲打其头部并给予海洛因（统称白粉），结果唐波成功攻击其头部并开始和唐波成为敌人 雷暴之敌人，后勾结，最后因为暴露出毒品送往新加坡的事件给李富基听后被其严重打伤，最后太子假情假意要帮忙其治疗，实际是利用冰块和布塞住他的嘴，最后被太子的手下拖出去并未告知最终下场 |
| Prem Shanker               | Inspector Selva | 扫毒组警员 |
| 林家冰                     | 陈慧玲          | 唐波之妻子，后分居 唐子轩之母亲 几年前因肝癌而去世 |
| 旗聚女声（张心聚、张心旗） | 泰国妹          | 跑龙套 |

## 观众的反应和票房结果
这部电影上映四天后，林德荣收到这部电影的票房可以用“灾难性”来形容，因为这部电影的票房仅仅27万而已。继他的公司The Film Engine和黄罕铭的制作公司天行娱乐合作前，因为林德荣和小华不和，继《今年不回家》后不再找小华合作。
有很多网友推测为何票房是“灾难性”，最大可能就是和网友所说的“林德荣现在的电影是烂片”这个言论有关。

## 柔佛艺人充当临时演员
旗聚女声（英文名为Twins Girls，当时没有官方中文组合名称，把她们的中文组合名称取了以英文组合名谐音成的“婷士格”，因为她们觉得怪怪的，才决定把组合的中文名字取为“旗聚女声”）当时在小晴儿和小精灵Sugerbaby专辑宣传完毕后，她们双胞胎（姐姐为张心聚，当时艺名是亭婷，后改回真名出道；妹妹为张心旗，当时艺名是琪琪，后改回真名出道）还说她们将会以客串演员的身份去参演这部电影《波士糖仔》。她们和唱片公司飞长唱片老板刘星演也和林德荣拍了几张照片并上载到旗聚女声的Facebook。在首映礼当天，旗聚女声也有来到首映礼做宣传。当时官方预告片也有摄录到她们客串的镜头。
旗聚女声饰演的角色是KTV包厢里的泰国妹。